# Vincent Alsop
Vincent Alsop (Northamptonshire, c. 1630 — Londres, 8 de Maio de 1703) foi divino não conformista e controversialista britânico, nascido na Inglaterra.  Tornou-se bispo presbiteriano em Westminster em 1677, e teve alguns privilégios durante o reinado de James II.